# Levan Gelbakhiani
Levan Gelbakhiani (em georgiano:  ლევან გელბახიანი; nascido em 30 de dezembro de 1997) é um ator e dançarino georgiano. Ele é conhecido por seu papel como Merab no filme dramático And Then We Danced.

## Filmografia

### Cinema
| Ano  | Título             | Personagem | Notas           |
| ---- | ------------------ | ---------- | --------------- |
| 2019 | And Then We Danced | Merab      | Papel principal |

## Prêmios e indicações
| Ano  | Associações                            | Categoria                      | Nomeações          | Resultado |
| ---- | -------------------------------------- | ------------------------------ | ------------------ | --------- |
| 2019 | European Film Awards                   | Melhor Ator                    | And Then We Danced | Indicado  |
| 2019 | Listapad                               | Melhor Ator                    | And Then We Danced | Venceu    |
| 2019 | New Mexico Film Critics Award          | Melhor Ator                    | And Then We Danced | Venceu    |
| 2019 | Odesa International Film Festival      | Melhor Atuação                 | And Then We Danced | Venceu    |
| 2019 | Sarajevo Film Festival                 | Melhor Ator                    | And Then We Danced | Venceu    |
| 2019 | Valladolid International Film Festival | Melhor Ator                    | And Then We Danced | Venceu    |
| 2020 | Shooting Stars Award                   |                                | And Then We Danced | Venceu    |
| 2020 | Guldbagge Awards                       | Melhor Ator em Papel Principal | And Then We Danced | Venceu    |